# Pałac w Piorunkowicach
Pałac w Piorunkowicach – zabytkowy dwór (pałac) znajdujący się w Piorunkowicach  położonych w województwie opolskim, w powiecie prudnickim, w gminie Prudnik.
W skład zespołu wchodzi park, który również jest zabytkiem, wpisanym do rejestru zabytków 29 marca 1989 roku pod numerem A-209/8.

## Historia

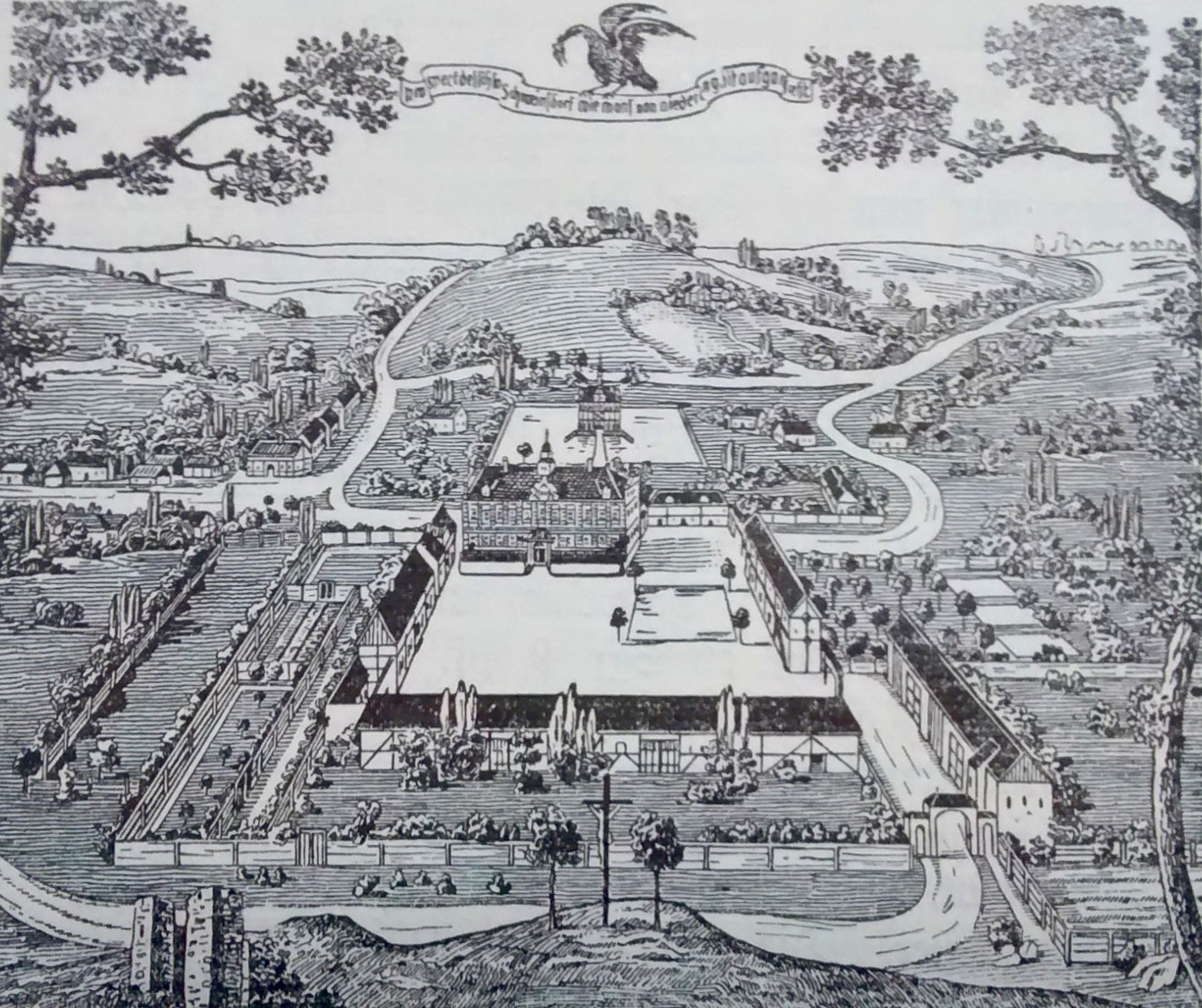
Dwór w Piorunkowicach (1650)

Pałac został wybudowany na stoku wzniesienia nad stawem na przełomie XVII i XVIII wieku z inicjatywy rodziny von Mettich. W 1820 roku został przebudowany w stylu klasycystycznym. Ostatnia przebudowa miała miejsce w 1920.
Po zakończeniu II wojny światowej i przejęciu Piorunkowic przez administrację polską, pałac użytkowała Stadnina Koni Prudnik, a następnie znajdował się w nim zakład psychiatryczny. W latach 70. XX wieku jego właścicielem była Rolnicza Spółdzielnia Produkcyjna.
Obecnie pałac jest własnością prywatną i popada w ruinę.